# Insa-dong
Insa-dong ou Insadong (en coréen : 인사동) est un quartier ou dong de Séoul en Corée du Sud. La rue principale est Insadong-guil qui est reliée par une multitude de ruelles qui mènent plus profondément dans le quartier avec des galeries modernes et des salons de thé. À une époque, c'était le plus grand marché d'antiquités et d'œuvres d'art en Corée.
En superficie, Insa-dong fait 12,7 hectares. Le quartier est bordé par Gwanhun-dong au nord, Nagwon-dong à l'est, et Jongno et Jeokseon-dong au sud, et Gongpyeong-dong à l'ouest.

## Histoire

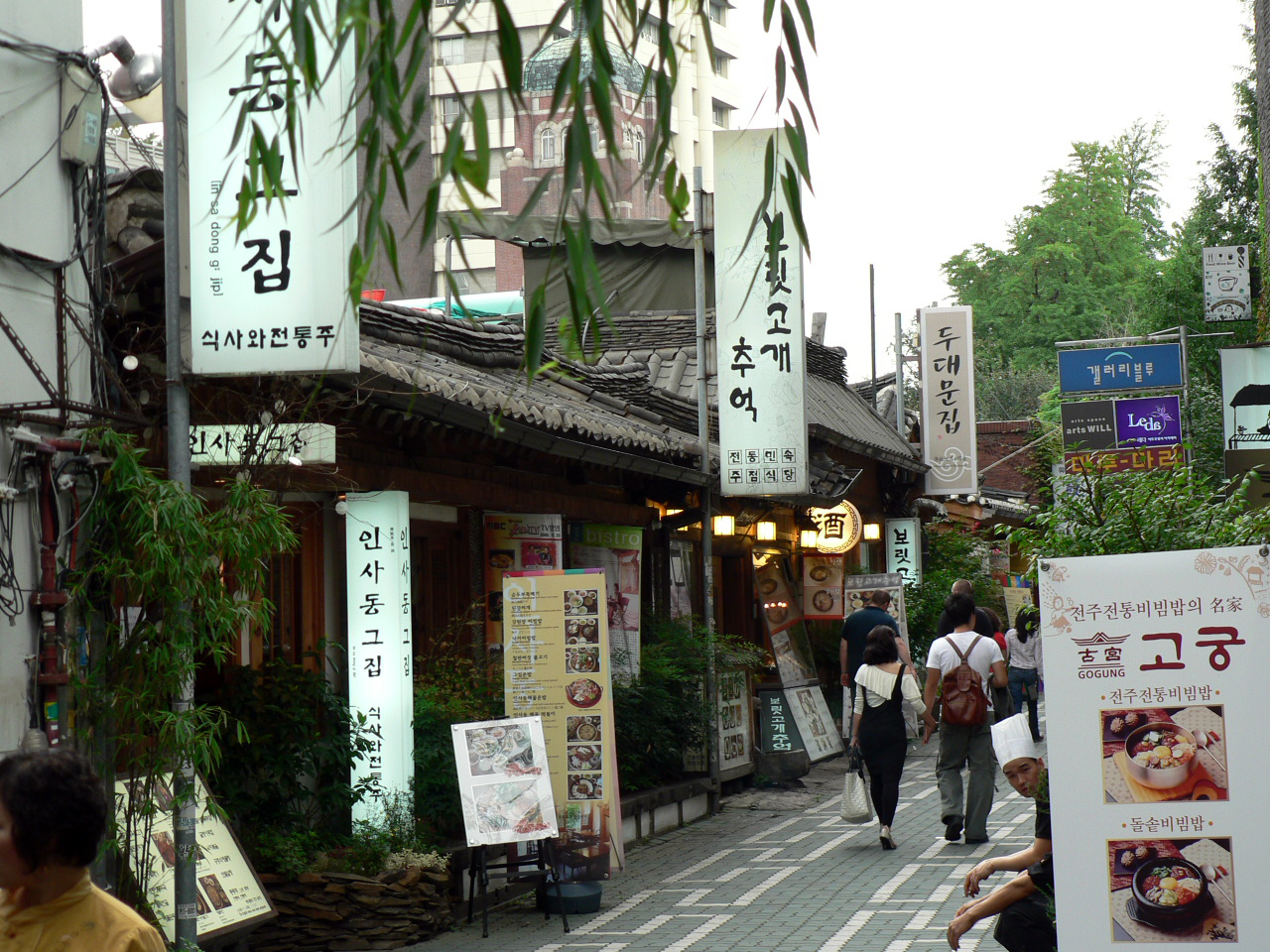
Allée avec des restaurants servant de la cuisine traditionnelle.

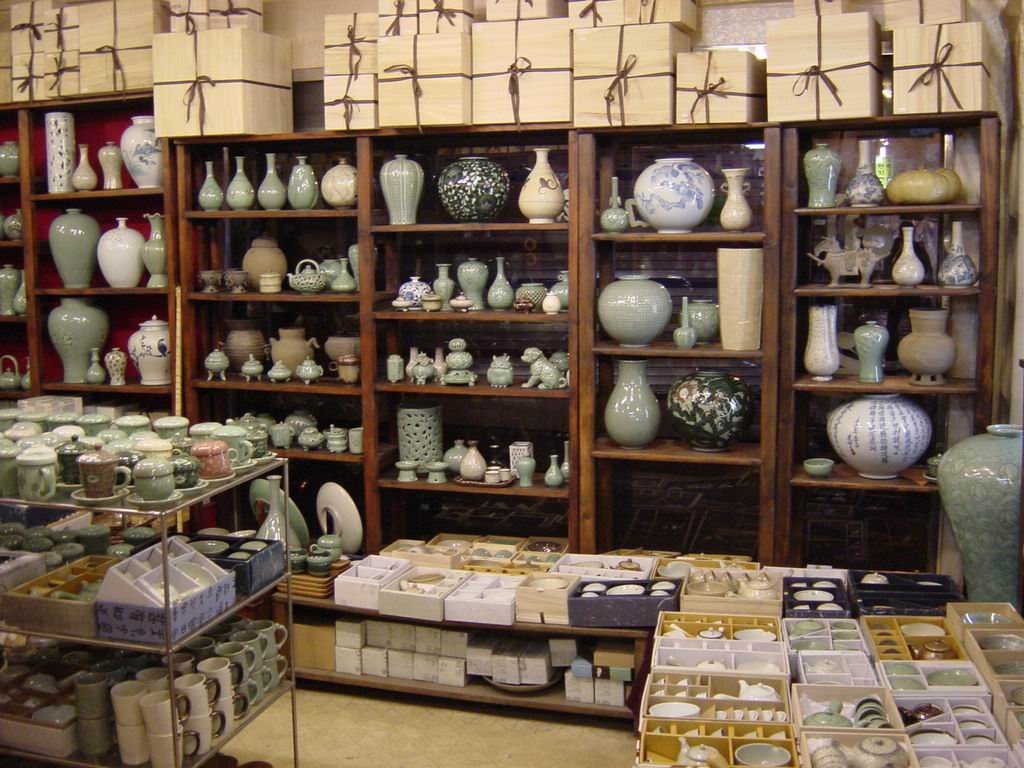
Un magasin de porcelaine traditionnelle coréenne.

Insa-dong était à l'origine deux villes dont les noms se terminaient par les syllabes « In » et « Sa ». Celles-ci étaient divisées par un ruisseau qui longeait la rue principale actuelle d'Insa-dong.
Insa-dong commence par être un lieu de résidence pour les fonctionnaires. Au début de la période Joseon (1392–1897), l'endroit appartient à Gwanin-bang et Gyeonpyeong-bang (bang était le nom d'une unité administrative à l'époque) de Hanseong (ancien nom de la capitale, Séoul). Pendant l'occupation japonaise, les riches résidents coréens sont forcés de se déplacer et de vendre leurs biens, à tel point que le site devient une zone de commerce d'antiquités.
Après la fin de la guerre de Corée, le quartier devient un centre de la vie artistique et de cafés de la Corée du Sud. C'est une destination populaire parmi les visiteurs étrangers en Corée du Sud pendant les années 1960, qui appelaient la région « Mary's Alley ». Il gagne en popularité auprès des touristes internationaux lors des Jeux olympiques de Séoul de 1988. En 2000, la zone est rénovée, et, après protestation, la modernisation rapide de la zone est interrompue pendant deux ans à partir de cette même année. Ces dernières années, les ruelles d'Insa-dong continuent à s'embourgeoiser avec des cafés, des restaurants de jardin et des logements traditionnels de type pension.

## Particularités

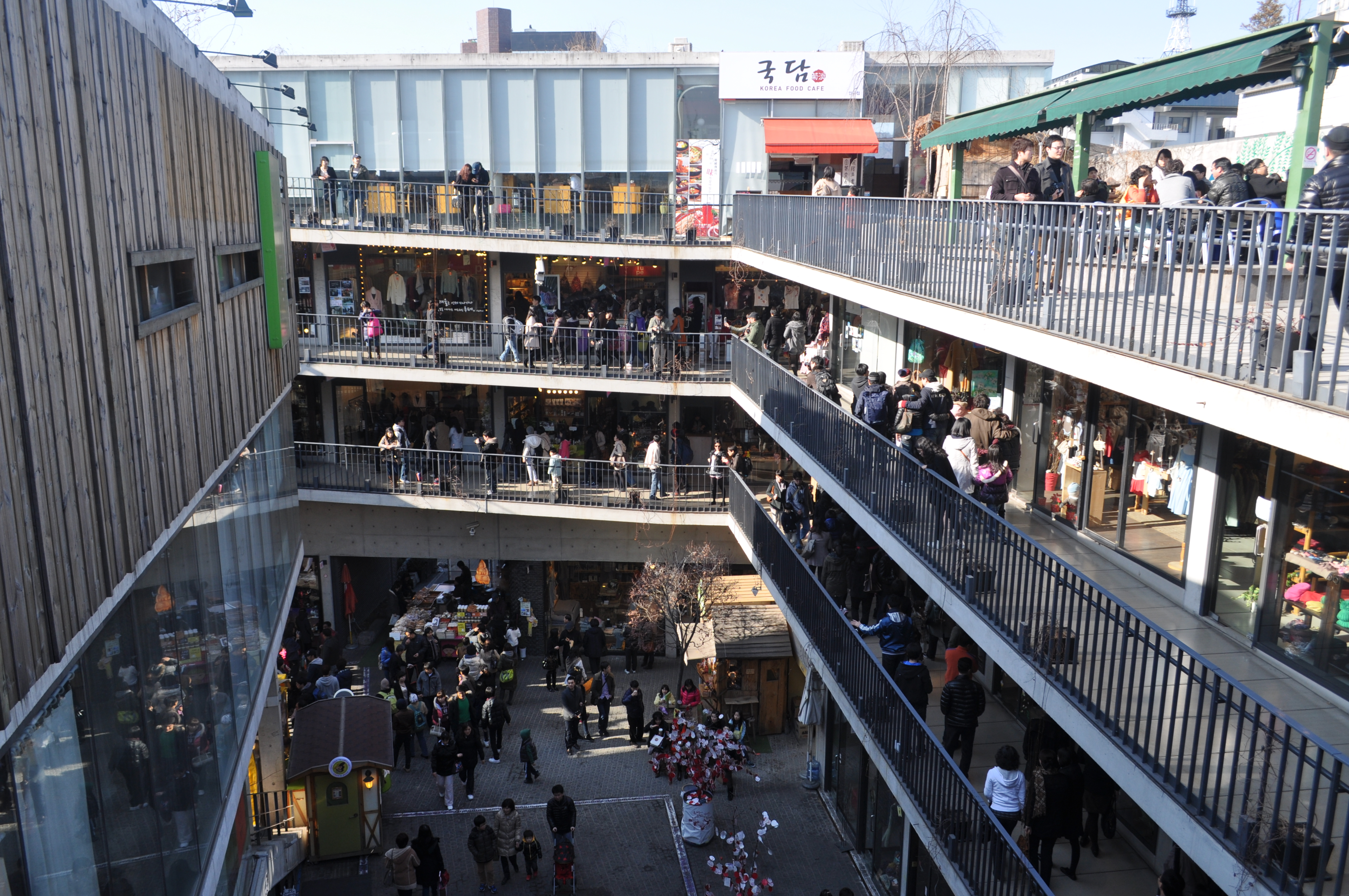
Complexe Ssamziegil.

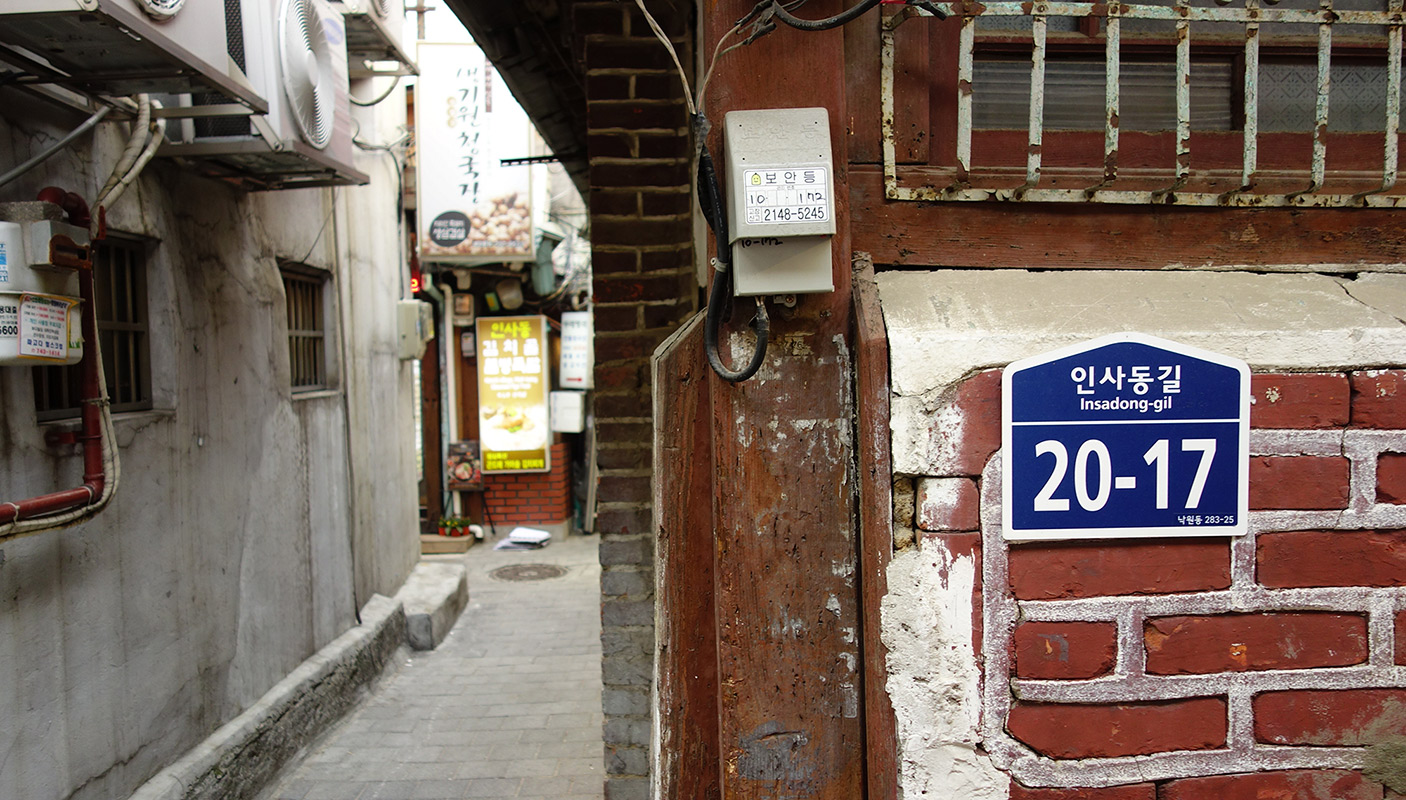
Une ruelle à Insa-dong.

La rue Insadong-gil est « connue comme une rue traditionnelle pour les habitants et les étrangers » et représente la « culture du passé et du présent ». Elle constitue un mélange d'atmosphère historique et moderne et est « une région unique de Séoul qui représente vraiment l'histoire culturelle de la nation ». La majorité des bâtiments traditionnels appartenaient à l'origine à des marchands et à des bureaucrates. Certaines résidences plus grandes, construites pour des fonctionnaires gouvernementaux à la retraite pendant la période Joseon, peuvent également être vues. La plupart de ces bâtiments plus anciens sont maintenant utilisés comme restaurants ou magasins. Parmi les bâtiments historiques importants, on trouve la maison Unhyeongung, le temple Jogyesa qui est l'un des plus vieux temples bouddhistes en Corée et la plus ancienne église presbytérianiste.
La région est bien connue pour le tourisme, avec environ 100 000 visiteurs signalés le dimanche en 2000. Insa-dong est également un lieu de visite pour des dignitaires étrangers tels que la reine Élisabeth II et les princes d'Espagne et des Pays-Bas. Le quartier contient 40 % des antiquaires et galeries d'art de la nation ainsi que 90 % des papeteries traditionnelles.

## Autres attractions
Le palais d'Unhyeon, le pavillon de la cloche de Bosingak et la tour Jongno se trouvent dans cette zone. Samcheong-dong est également un dong voisin avec une scène artistique. L'une des attractions les plus récentes d'Insa-dong est le musée Asia Eros, ouvert en 2004, qui est prétendument le premier musée de Corée du Sud consacré au sexe. Il y a aussi un bus express pour l'île balnéaire de Namiseom où la série populaire Winter Sonata a été filmée.
La région est sur la liste de Séoul des 10 plus grands lieux de l'alimentation de rue d'Asie pour le gimbap, l'odeng, et le bungeo-ppang.

## Centres d'information
Il existe trois centres d'information qui offrent des informations ou du matériel d'information sur Insa-dong et Séoul. Il s'agit du centre de relations publiques Insadong, du centre d'information nord et du centre d'information sud. Le centre du nord et le centre du sud sont situés aux entrées nord et sud de la rue principale Insa. Le centre des relations publiques est situé de l'autre côté du Ssamzigil, un centre commercial bien connu à Insadong. Au centre de relations publiques, les visiteurs peuvent vivre l'expérience de s'habiller avec le hanbok, tenue traditionnelle coréenne.

## Transport
En janvier 2013, la Seoul Metropolitan Rapid Transit Corporation a publié des guides gratuits en trois langues : anglais, japonais et chinois (simplifiés et traditionnels), qui comprennent huit visites ainsi que des recommandations pour l'hébergement, les restaurants et les centres commerciaux. Ceux-ci ont été distribués à partir des centres d'information de quarante-quatre stations de métro, à savoir la station Itaewon sur la ligne 6 et la station Gwanghwamun sur la ligne 5. Les visites sont conçues avec différents thèmes, par exemple la culture traditionnelle coréenne. Qui va de la station Jongno 3(sam)-ga à la station Anguk et à la station Gyeongbokgung sur la ligne 3 qui présente des magasins d'antiquités et des galeries d'art de cette région.

## Sources